# Noi casomai
Noi casomai è un singolo del gruppo musicale italiano Tiromancino, pubblicato il 31 agosto 2018 come secondo estratto dal dodicesimo album in studio Fino a qui.

## Video
Il video musicale viene presentato in anteprima il 3 settembre 2018 alla Mostra internazionale d'arte cinematografica di Venezia.